# Eero Saarinen
Eero Saarinen (20. srpna 1910, Kirkkonummi – 1. září 1961, Ann Arbor) byl finsko-americký architekt a designér nábytku. Roku 1962 mu byla posmrtně udělena Zlatá medaile AIA.
Vystudoval Académie de la Grande Chaumière v Paříži, Yale University a Cranbrook Academy of Art. K jeho nejslavnějším stavbám patří monument Gateway Arch (Jefferson National Expansion Memorial) v St. Louis v Missouri či terminál TWA na letišti Johna F. Kennedyho, který byl roku 2005 prohlášen historickou památkou USA (National Register of Historic Places). Stejné cti se o rok dříve dostalo i budově muzea Des Moines Art Center v Iowě a roku 2000 technologickému centru General Motors v Michiganu. Jeho otec Eliel Saarinen byl rovněž slavným architektem, oba úzce spolupracovali a navrhli spolu několik staveb. Z jeho designérských prací uspěly například křesla Womb a Grasshopper či židle Tulip.

## Galerie

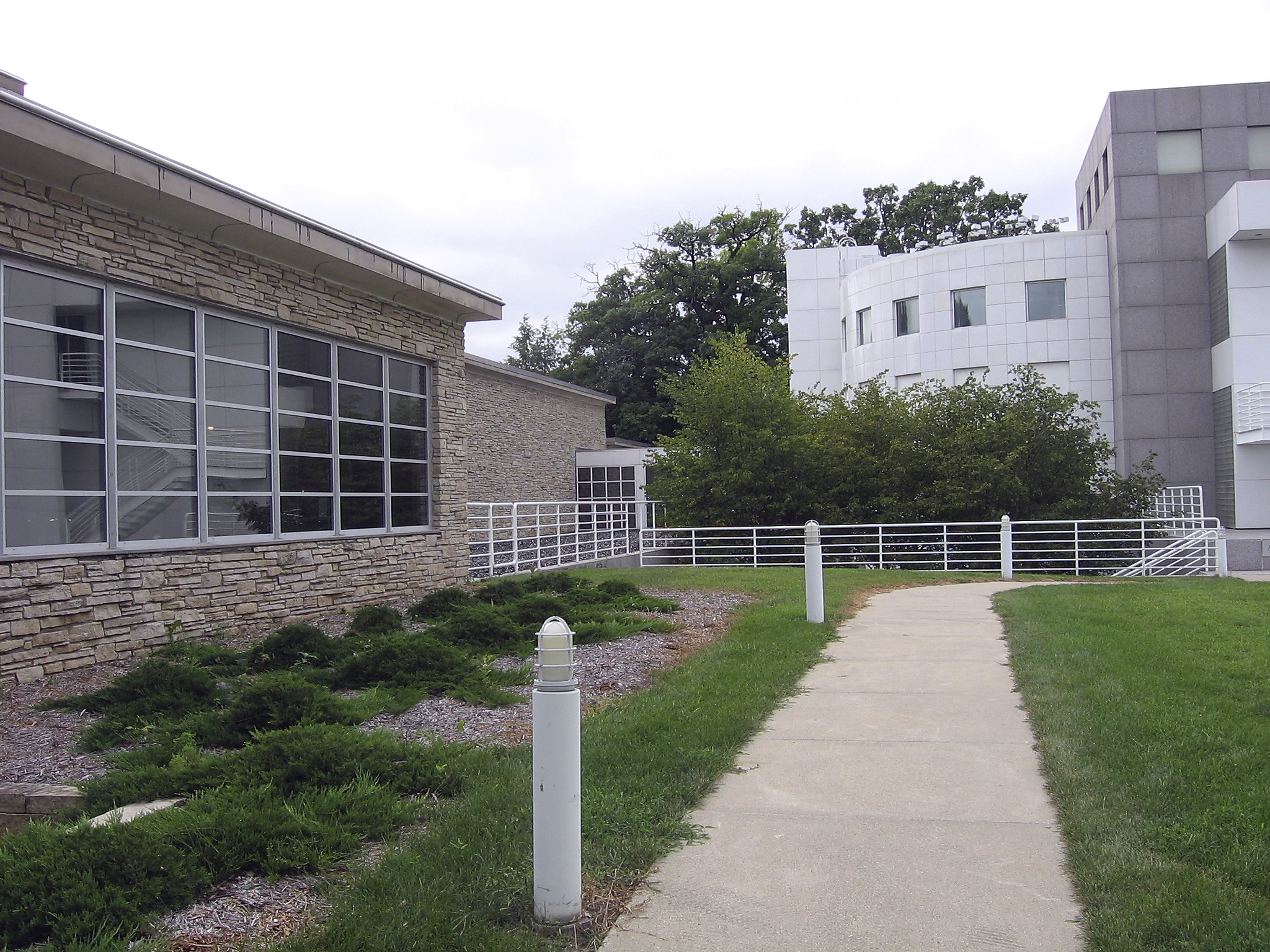
Muzeum Des Moines Art Center
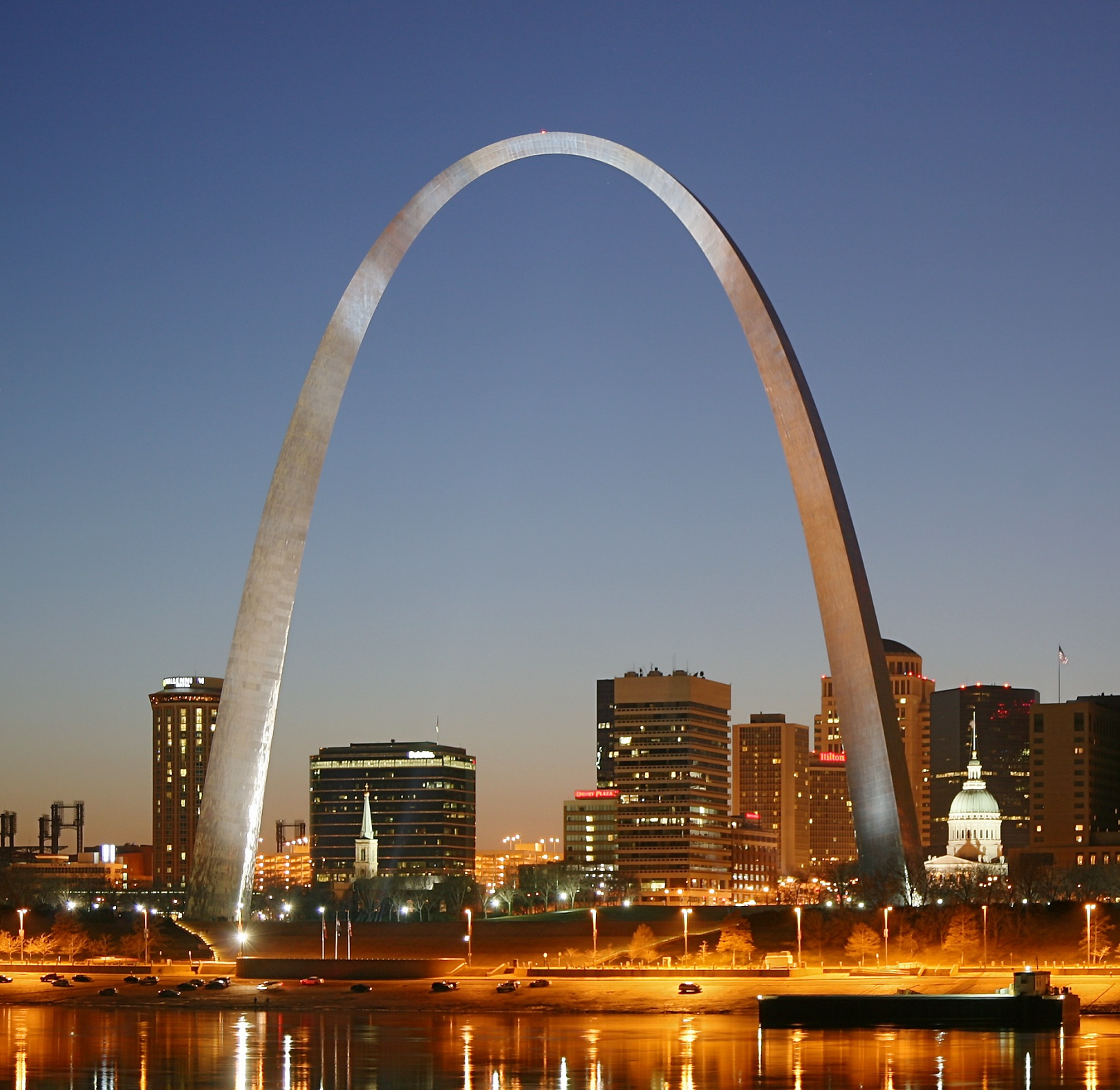
Oblouk Gateway Arch v St. Louis
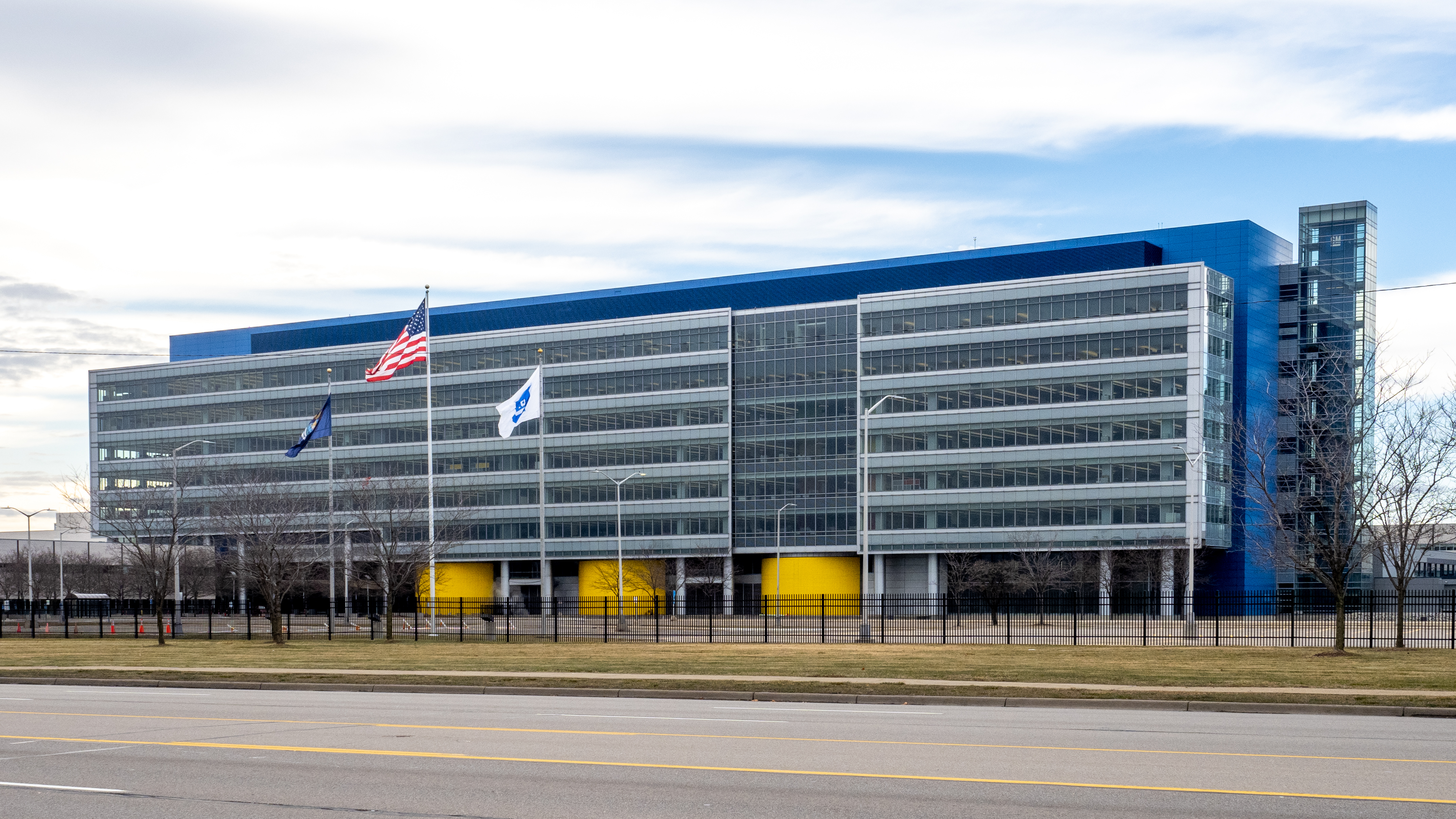
Technologické centrum GM v Michiganu
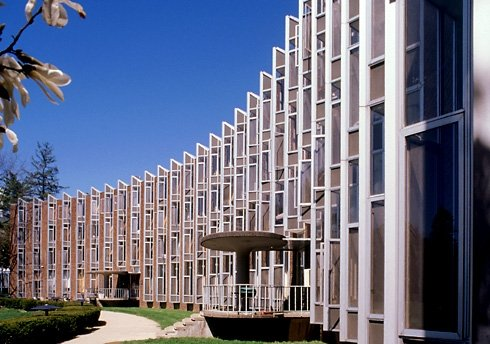
Kolejní budova Vassar v Poughkeepsie
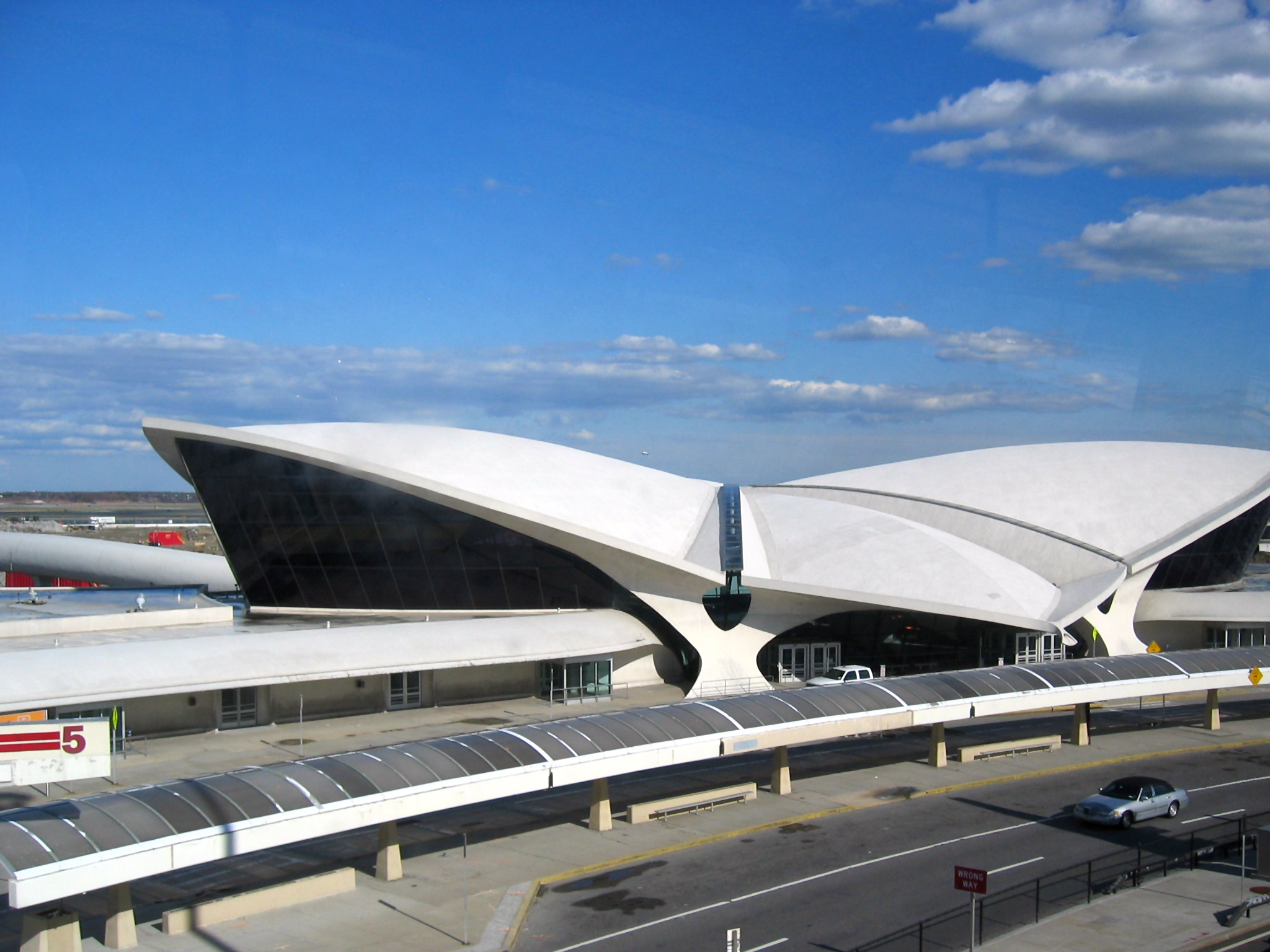
Terminál TWA na letišti JFK v New Yorku
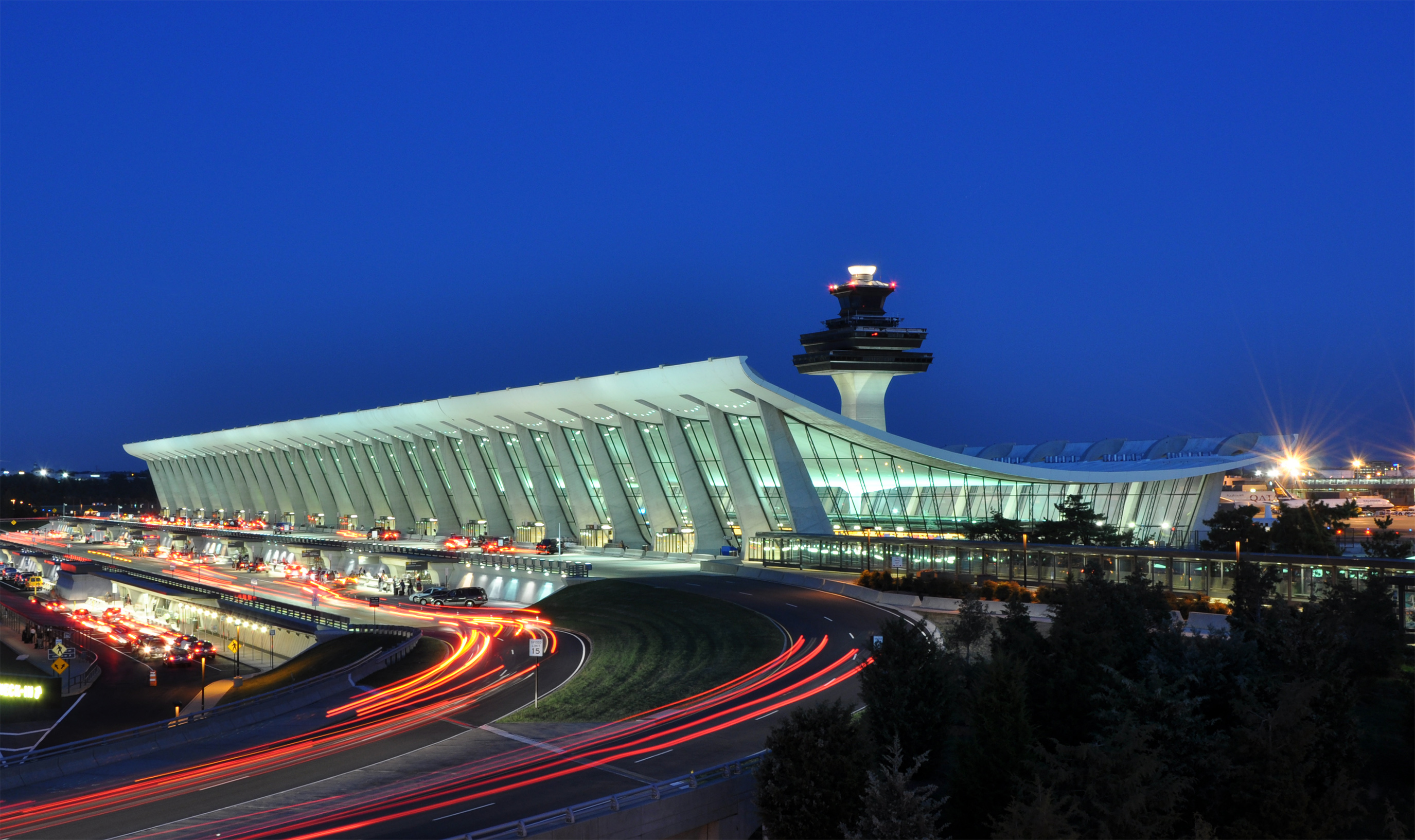
Dulles International Airport ve Washingtonu